# Termitorioxa exleyae
Termitorioxa exleyae är en tvåvingeart som beskrevs av Permkam och Albany Hancock 1995. Termitorioxa exleyae ingår i släktet Termitorioxa och familjen borrflugor. Inga underarter finns listade i Catalogue of Life.